# Nieubłagane morze
Nieubłagane morze (ang. The Unchanging Sea) – amerykański dramat krótkometrażowy z 1910 roku w reżyserii Davida Warka Griffitha. Kopia filmu znajduje się w archiwum filmowym Biblioteki Kongresu Stanów Zjednoczonych.

## Obsada
- Arthur V. Johnson – Mąż
- Linda Arvidson – Żona
- Gladys Egan – Córka jako małe dziecko
- Mary Pickford – Córka jako dorosły
- Charles West – Ukochany córki
- Dell Henderson – Ratownik
- Kate Bruce – Wieśniaczka
- George Nichols
- Frank Opperman – Mężczyzna w drugiej wsi
- Alfred Paget – Wieśniak
- Dorothy West – Wieśniaczka